# Стаднійчук Роман Васильович
Роман Васильович Стаднійчук (нар. 23 липня 1980, с. Слобода-Шаргородська, Шаргородський район, Вінницька область) — український політик. Народний депутат України. Безпартійний.
Член Комітету Верховної Ради з питань верховенства права та правосуддя.

## Освіта
Вища. В 2003 році закінчив Національну Академію МВС України.

## Кар'єра
Тривалий час пропрацювавши адвокатом, у лютому 2013 року він обіймав посаду керуючого партнера адвокатського об'єднання «Немесіда» (м. Київ).

## Родина
Одружений. Разом з дружиною виховує двох доньок та сина.

## Парламентська діяльність
Народний депутат України 7-го скликання з 19 березня 2013 від партії Всеукраїнське об'єднання «Батьківщина». Балотувався по загальнодержавному багатомандатному округу у складі ВО «Батьківщина» (№ 65 виборчого списку).
Стаднійчук став парламентарієм після того, як народний депутат від «Батьківщини» Сергій Власенко, за рішенням Вищого адміністративного суду України та з подачі провладної більшості Верховної Ради, був позбавлений депутатського мандата. На думку представників Партії регіонів, Власенко не мав права залишатися нардепом з причини суміщення роботи у Верховній Раді із захистом, у ролі адвоката, в судах Юлії Тимошенко.
Склавши 19 березня 2013 року присягу у Верховній Раді, отримав мандат народного депутата України VII скликання. З березня по квітень 2013-го був членом ВО «Батьківщина», однак з 4 квітня 2013 року вийшов зі складу фракції «Батьківщина».
У листопаді 2013 року подав позов до Окружного адміністративного суду м. Києва з проханням скасувати рішення Кабінету міністрів про зупинення підготовки до підписання Угоди про асоціацію. Дане рішення депутат назвав «фейковим», оскільки розпорядження уряду суперечить вимогам законодавства України про засади зовнішньої політики. 3 березня 2014 року Окружний адміністративний суд Києва визнав уряд Азарова винним у зриві Євроінтеграції.
Член робочої групи з напрацювання люстраційного законодавства, один із співавторів закону «Про відновлення довіри до судової системи України» № 4378-1. Закон  визначає правові та організаційні засади проведення спеціальної перевірки суддів судів загальної юрисдикції. Зокрема, підлягають перевірці судді, які приймали рішення про обмеження прав громадян на проведення мітингів і зборів в період з 21 листопада 2013 року до вступу закону в силу; про обрання запобіжного заходу у вигляді утримання під вартою осіб, які визнані політв'язнями; а також рішень про адміністративні стягнення з учасників акцій протесту в період з 21 листопада 2013 року до вступу закону в силу.